# Absconditella
Absconditella Vězda  (błończyk) – rodzaj grzybów z rodziny Stictidaceae. Ze względu na współżycie z glonami zaliczany jest do grupy porostów.

## Systematyka i nazewnictwo
Pozycja w klasyfikacji według Index Fungorum: Stictidaceae, Ostropales, Ostropomycetidae, Lecanoromycetes, Pezizomycotina, Ascomycota, Fungi.
Nazwa polska według W. Fałtynowicza.

## Gatunki występujące w Polsce
- Absconditella celata Döbbeler & Poelt 1977  – błończyk murszowy
- Absconditella delutula (Nyl.) Coppins & H. Kilias 1980  – błończyk malutki
- Absconditella lignicola Vězda & Pišút 1985  – błończyk wątły
- Absconditella sphagnorum Vězda & Poelt 1965  – błończyk torfowcowy

Nazwy naukowe na podstawie Index Fungorum. Nazwy polskie według W. Fałtynowicza.